# Anochetus elegans
Anochetus elegans é uma espécie de formiga do gênero Anochetus, pertencente à subfamília Ponerinae.